# Via Gallica

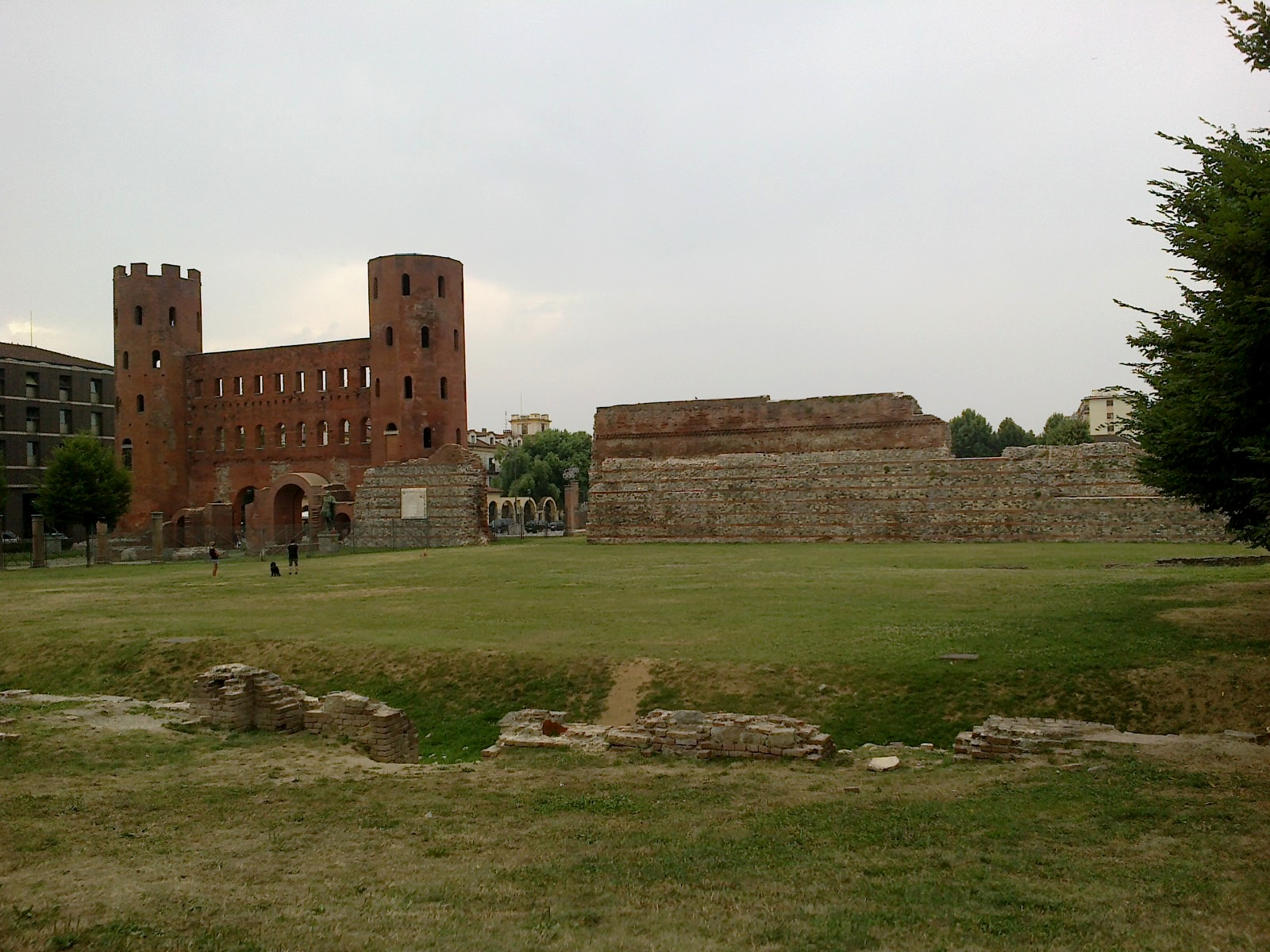
Parc archéologique de Turin. Augusta Taurinorum, le nom romain de Turin, était l'un des terminaux de la Via Gallica.

La Via Gallica est une ancienne route du nord de l'Italie romaine. Elle partait de la Via Postumia située près de Vérone et allait jusqu'à Milan (Mediolanum), en passant par Bergame (Bergomum), Brescia (Brixia) et passait près du lac de Garde et desservait les villes romaines du lac : Peschiera del Garda (Arilica), Desenzano (Decentius), Sirmione et Lonato. 
Au début de la route, non loin de Vérone, il existait une nécropole chrétienne, sur laquelle plus tard l'Abbaye et la Basilique de San Zeno ont été érigées. Cette nécropole initialement païenne faite de tombeaux et de monuments en terre était  habitée et constituait pratiquement un deuxième centre de la ville, elle fut le lieu de naissance du christianisme à Vérone et jusqu'à environ l'an 370 était le siège de l'évêque.
Son tracé a été décrit le plus finement par l'anonyme de Bordeaux qui l'a emprunté en 333 lors de son pèlerinage à l'aller vers Jerusalem. La route strada statale 11 d'aujourd'hui emprunte pour l'essentiel la Via Gallica.
Quelques rares ponts romains sont visibles sur le parcours comme le pont romain de Palazzolo sull'Oglio qui est encore praticable de nos jours.